# 小松隆志
小松 隆志（こまつ たかし、1967年12月30日 - ）は、日本の陸上競技選手。専門は三段跳。1994年アジア競技大会銀メダリスト、2002年アジア競技大会銅メダリスト。高知県安芸市出身。高知県立安芸高等学校、日本大学卒業。

## 経歴
安芸高校3年の国民体育大会で三段跳に出場し、15メートル81の日本高校新記録をマークして優勝。1994年、日本選手権で初優勝。広島アジア大会では16m88をマークして銀メダルを獲得した。1996年、アトランタオリンピックへの出場が有力視されていたが、コンディショニングに失敗し選考会であった日本選手権で3位に終わり、オリンピック出場を逸した。2000年のシドニーオリンピックも落選した。その後は、地元で開催されるよさこい高知国体に出場するために現役を続行。2002年、調整なしで臨んだ日本選手権でまさかの優勝。釜山アジア大会日本代表に選出された。アジア大会では銅メダルを獲得。しかし、アジアで3位になったにもかかわらず、最も力を入れていたその年の高知国体では優勝を逸し、3位に終わった。2004年、日本選手権で準優勝し、アテネオリンピック出場の芽が出たが、最終選考会だった南部記念陸上で結果を残せず、またしても落選した。

## 備考
- 高知県内での人気は抜群で、よさこい高知国体では最終炬火ランナーを務めた。

- スキンヘッドで知られる。

- 日大卒業後は、高知県高校教員となる。その後、高知県公園協会、高知県スポーツ振興財団などを経て、高知県立高知農業高等学校教諭などを務めている。

- ウェイトを重視せず、砂浜でのバウンディングなどを重視するという独自の調整法・練習法で知られた。

- 語録：「継続は故障なり」　根性主義とは一線を画し、ユーモアの中にもオーバーワークをいさめる発言は、長く一線で活躍している彼ならではのものである。

## 主な出演番組

### テレビ
- おのろけ、ごちそうさま!（NHK高知放送局）

### ラジオ
- 大二郎'S ワールド（RKCラジオ）